# Xavéri Szent Ferenc-kápolna
A Xavéri Szent Ferenc-kápolna Szolnokon, az Ady Endre és a Kápolna utca kereszteződésénél található.

## Története
A kápolnát 1733-ban építették, a pestisjárvány emlékére. Eredetileg jóval a város határán kívül esett. (Az akkori Szolnok a mai Tisza-szálló és 1. sz. irodaházig terjedt.) Oda temették a járvány áldozatait. Ma már a belváros védett műemléke. 1735-ben szentelte fel Tuchinszky Miklós szolnoki ferences lelkész. A Xavéri Szent Ferenc Kápolna, XIII. Kelemen pápa rendelete értelmében, 1767. január 21. óta búcsújáró hely is.
A tornyát később, 1808-ban építették. Barokk stílusú, a homlokzat előtt kis toronnyal, belső tere dongaboltozatos , kisméretű szentéllyel.
1832 óta Szolnok város védőszentje Xavéri Szent Ferenc.

## Harangjai
Valamikor 3 harangja volt, amiket az első világháború idején elvittek. A harangokat a város lakói ajándékozták a kápolnának. A harangokat Eberhadt Henrik öntötte.
- Xavéri Szent Ferenc harang, 1811.
- Szent István mártír harang, 1838.
- Olajbafőtt Szent János harang, 1839.